# Barilius dogarsinghi
Barilius dogarsinghi е вид лъчеперка от семейство Шаранови (Cyprinidae). Видът е уязвим и сериозно застрашен от изчезване.

## Разпространение
Разпространен е в Индия (Манипур и Нагаланд) и Мианмар.

## Описание
На дължина достигат до 8,5 cm.